# دونالد هالدمان
دونالد هالدمان (بالإنجليزية: Donald Haldeman)‏ هو لاعب رماية أمريكي، ولد في 29 مايو 1947 في سيليرسفيل في الولايات المتحدة، وتوفي في 22 فبراير 2003 في Harleysville, Pennsylvania ‏ في الولايات المتحدة.

## وصلات خارجية
- دونالد هالدمان على موقع الاتحاد الدولي (الإنجليزية)
- دونالد هالدمان على موقع أوليمبيديا (الإنجليزية)